# پلیس زن
پلیس زن (انگلیسی: The Female Cop) یک فیلم کمدی صامت آمریکایی به کارگردانی جرالد تی. هِـوِنـِر است که در سال ۱۹۱۴ منتشر شد.

## بازیگران
- می هاتلی
- اولیور هاردی
- جولیا کَلهون